# Ivan Drannikov
Ivan Sergeyevich Drannikov (tiếng Nga: Иван Серге́евич Дранников; sinh ngày 22 tháng 7 năm 1986) là một cầu thủ bóng đá người Nga. Anh thi đấu cho F.K. Rotor Volgograd.